# Nova Porteirinha
Nova Porteirinha är en kommun i Brasilien.   Den ligger i delstaten Minas Gerais, i den sydöstra delen av landet, 500 km öster om huvudstaden Brasília. Antalet invånare är 7 398.
Omgivningarna runt Nova Porteirinha är en mosaik av jordbruksmark och naturlig växtlighet. Runt Nova Porteirinha är det glesbefolkat, med 18 invånare per kvadratkilometer.